# Charaxes vansonoides
Charaxes vansonoides är en fjärilsart som beskrevs av Van Someren 1969. Charaxes vansonoides ingår i släktet Charaxes och familjen praktfjärilar. Inga underarter finns listade i Catalogue of Life.